# HMS Duchess (H64)
HMS Duchess (H64) là một tàu khu trục lớp D được Hải quân Hoàng gia Anh Quốc chế tạo vào đầu những năm 1930. Thoạt tiên được phân về Hạm đội Địa Trung Hải, nó được điều sang Trạm Trung Quốc vào đầu năm 1935, và tạm thời được bố trí Hồng Hải vào đầu năm 1935 do cuộc Khủng hoảng Abyssinia trước khi quay trở lại nhiệm sở, nơi nó ở lại cho đến giữa năm 1939. Duchess được điều trở lại Hạm đội Địa Trung Hải ngay trước khi Chiến tranh Thế giới thứ hai nổ ra vào tháng 9 năm 1939. Đang khi hộ tống thiết giáp hạm HMS Barham quay trở lại quần đảo Anh Quốc, nó gặp tai nạn bị Barham húc phải lúc sương mù dày đặc, và bị đắm với tổn thất nhân mạng nặng nề vào ngày 12 tháng 12 năm 1939.

## Thiết kế và chế tạo
Duchess có trọng lượng choán nước tiêu chuẩn 1.375 tấn Anh (1.397 t), và lên đến 1.890 tấn Anh (1.920 t) khi đầy tải. Nó có chiều dài chung 329 foot (100,3 m), mạn thuyền rộng 33 foot (10,1 m) và mớn nước 12 foot 6 inch (3,8 m). Con tàu được cung cấp động lực bởi hai turbine hơi nước hộp số Parsons, dẫn động hai trục chân vịt, tạo ra công suất 36.000 mã lực càng (27.000 kW) cho phép đạt tốc độ tối đa 36 hải lý trên giờ (67 km/h; 41 mph). Hơi nước cho turbine được cung cấp bởi ba nồi hơi ống nước Admiralty hoạt động ở áp suất 310 psi (2.137 kPa). Duchess mang theo tối đa 473 tấn Anh (481 t) dầu đốt cho phép nó có tầm xa hoạt động 5.870 hải lý (10.870 km; 6.760 mi) ở tốc độ đường trường 15 hải lý trên giờ (28 km/h; 17 mph). Thành phần thủy thủ đoàn bao gồm 145 sĩ quan và thủy thủ.
Chiếc tàu khu trục được trang bị bốn khẩu pháo QF 4,7 in (120 mm) Mk IX trên các tháp pháo đơn, được đặt tên 'A', 'B', 'X' và 'Y' tuần tự từ trước ra sau. Cho mục đích phòng không, Duchess có một khẩu QF 12-pounder Mk V bố trí giữa hai ống khói và hai khẩu đội súng máy QF 0.5-inch Vickers Mk III bốn nòng đặt ở hai bên cánh cầu tàu. Nó còn được trang bị hai bệ ống phóng ngư lôi bốn nòng trên mặt nước dùng cho ngư lôi 21 in (530 mm). Một đường ray và hai máy phóng được dùng để thả mìn sâu, thoạt tiên mang theo 20 quả mìn, nhưng được tăng lên 35 quả không lâu sau khi chiến tranh bắt đầu.
Duchess được đặt hàng vào ngày 2 tháng 2 năm 1931 tại xưởng tàu của hãng Palmers Shipbuilding and Iron Company ở Jarrow trong Kế hoạch Chế tạo 1930. Nó được đặt lườn vào ngày 12 tháng 6 năm 1931, hạ thủy vào ngày 19 tháng 7 năm 1932, và nhập biên chế cùng Hải quân Anh vào ngày 24 tháng 1 năm 1933 với chi phí tổng cộng 229.367 Bảng Anh, không kể đến những thiết bị do Bộ Hải quân Anh cung cấp như vũ khí, đạn dược và thiết bị vô tuyến.

## Lịch sử hoạt động
Duchess thoạt tiên được phân về Chi hạm đội Khu trục 1 tại Địa Trung Hải, và từng được bố trí một thời gian ngắn đến vịnh Ba Tư và Hồng Hải vào tháng 9–tháng 11 năm 1933. Sau khi quay về, lò đốt siêu nhiệt của nó được sửa chữa tại Malta từ ngày 18 tháng 12 đến ngày 6 tháng 1 năm 1934. Nó được tái trang bị tại Xưởng tàu Chatham từ ngày 3 tháng 9 đến ngày 23 tháng 10 năm 1934 nhằm chuẩn bị cho việc phục vụ tại Trạm Trung Quốc.
Duchess đi đến Hồng Kông vào tháng 1 năm 1935, nơi nó gia nhập Chi hạm đội Khu trục 8 (sau đổi tên thành Chi hạm đội Khu trục 21). Con tàu được điều động về Hạm đội Địa Trung Hải tại Hồng Hải từ tháng 9 đến tháng 11 năm 1936 trong vụ Khủng hoảng Abyssinia, đã thực hiện một số chuyến viếng thăm thiện chí cũng như tuần tra chống hải tặc trong thời gian ở lại Trạm Trung Quốc. Khi một cơn bão quét qua Hồng Kông vào ngày 2 tháng 9 năm 1937, một chiếc tàu buôn bị đứt neo đã va chạm vào đuôi của Duchess. Việc sửa chữa chỉ hoàn tất vào ngày 14 tháng 10.
Con tàu tiếp tục ở lại Viễn Đông cho đến cuối tháng 8 năm 1939, khi sự căng thẳng gia tăng ngay trước Chiến tranh Thế giới thứ hai khiến nó được gọi quay trở lại Hạm đội Địa Trung Hải]] tại Malta. Nó về đến đây vào ngày 12 tháng 10, ở lại khu vực Địa Trung Hải trong hai tháng tiếp theo. Vào tháng 12, Duchess cùng các tàu chị em HMS Delight, HMS Duncan và HMS Dainty được phân công hộ tống thiết giáp hạm HMS Barham quay trở về Anh; chúng khởi hành từ Gibraltar vào ngày 6 tháng 12. Sáng sớm ngày 12 tháng 12, Barham va chạm với Duchess ngoài khơi Mull of Kintyre trong thời tiết sương mù dày đặc. Chiếc tàu khu trục lật úp, và các quả mìn sâu của nó phát nổ, làm thiệt mạng 124 thành viên thủy thủ đoàn, kể cả vị chỉ huy của nó, Thiếu tá Hải quân Robin White, người bị hãm trong cabin của mình khi cánh cửa lùa bị mắc kẹt.